# Fred Hersch

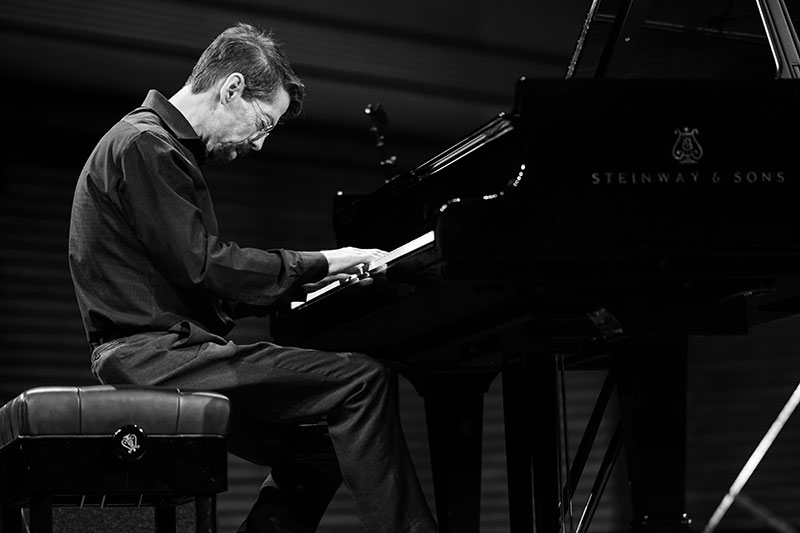
Hersch in 2017

Fred Hersch (Cincinnati, 21 oktober 1955) is een Amerikaans jazz-pianist. Naast het spelen in bands treedt hij ook als soloartiest. Hij was de eerste artiest die solo mocht optreden in Village Vanguard in New York met een weekcontract.

## Biografie
Tussen 1984 en 1990 was hij de vaste pianist van Toots Thielemans.
In 1993 maakte hij bekend dat hij sinds 1984 hiv-besmet was.
In 2008 raakte hij voor twee maanden in coma en bracht daarover in 2008 de theatervoorstelling My coma dreams uit.
In 2017 publiceerde hij zijn autobiografie Good things happen slowly.
Zijn album Live In Europe (2018) met het Fred Hersch Trio, werd opgenomen in de legendarische Flagey Studio 4 in Brussel.
In 2019 kwam het eerste bigband-album uit onder de naam Begin again.

## Erkenningen
Hersch kreeg al indirect enkele nominaties voor een Grammy doordat hij meespeelde in genomineerde albums. Onder andere in Art Farmer's A Work of Art (1983), twee albums van Eddie Daniels (1986, 1987), met Janis Siegel (vocal performance in 1989) en met Johnny Mathis album (Best Traditional Pop Performance, 1991), met Luciana Souza (Best Jazz Vocal Album) en met Nancy King Live at Jazz Standard (Grammy nomination for Best Jazz Vocal Album in 2006).
- 1992 - Grammy-nominatie - Best Jazz Instrumental Performance, Individual or Group voor Dancing in the Dark
- 1995 - Grammy-nominatie - Best Jazz Instrumental Performance, Individual or Group voor soloalbum I Never Told You
- 2003 - Guggenheim Memorial Fellowship in composition
- 2005 - Grammy-nominatie - Best Instrumental Composition voor Valentine
- 2011 - Grammy nominatie - Best Jazz Instrumental Album voor Alone at the Vanguard,
- 2011 - Grammy nominatie - Best Improvised Jazz Solo voor Work
- 2011 - Grand Prix du Disque - Coup de coeur voor Alone at the Vanguard
- 2011 - Pianist of the Year door de Jazz Journalists Association
- 2012 - Grand Prix du Disque - Grand Prix du Disque voor Alive at the Vanguard
- 2013 - Grammy nominatie - Best Improvised Jazz Solo voorSong Without Words #4: Duet
- 2014 - Grammy nominatie - Best Jazz Instrumental Album voor Floating
- 2014 - Grammy nominatie - Best Improvised Jazz Solo voor You and the Night and the Music
- 2015 - Artiste étranger de l’année door Jazz Magazine
- 2015 - Pianist of the Year door DownBeat Critics Poll
- 2015 - Grand Prix du Disque de l’Académie du Jazz 2015 voor Solo
- 2015 - Honorary Doctor of Musical Art van de universiteit van Northern Kentucky
- 2016 - Grammy nominatie - Best Jazz Instrumental Album voor Sunday Night at the Vanguard
- 2016 - Pianist of the Year door de Jazz Journalists Association
- 2016 - Grammy nominatie - Best Improvised Jazz Solo voor We See
- 2016 - Doris Duke Artist Award
- 2016 - Honorary Doctor of Humane Letters van het Grinnell College
- 2017 - Grammy nominatie - Best Jazz Instrumental Album voor Open Book
- 2017 - Grammy nominatie - Best Improvised Jazz Solo voor Whisper Not
- 2017 - Grand Prix du Disque - Prix Honorem in Jazz
- 2017 - Grand Prix du Disque - Coup de cœur jazz
- 2018 - Pianist of the Year door de Jazz Journalists Association
- 2018 - Grammy nominatie - Best Jazz Instrumental Album voor de alternatieve versie vanWe See
- 2018 - Grammy nominatie - Best Improvised Jazz Solo voor de alternatieve versie vanWe See
- Rockefeller Fellowship

- Bibsys: 8021217
- Bibliothèque nationale de France: cb13895170g (data)
- CiNii: DA17168659
- Gemeinsame Normdatei: 133748332
- International Standard Name Identifier: 0000 0001 1489 2554
- Library of Congress Control Number: nr91020464
- Nationale Bibliotheek van Letland: 000268332
- MusicBrainz: f573100a-b05b-4286-83f0-5620adf73695
- Nationale Bibliotheek van Tsjechië: xx0100145
- Nationale Bibliotheek van Israël: 987007300772605171
- Nederlandse Thesaurus van Auteursnamen: 09794419X
- Réseau des bibliothèques de Suisse occidentale: 02-A003367357
- Istituto Centrale per il Catalogo Unico: LO1V266725
- Système universitaire de documentation: 14023179X
- Virtual International Authority File: 28269911
- WorldCat: E39PBJckQh3QxwtxK434q8Tj4q